# Armenische Staatliche Wirtschaftsuniversität

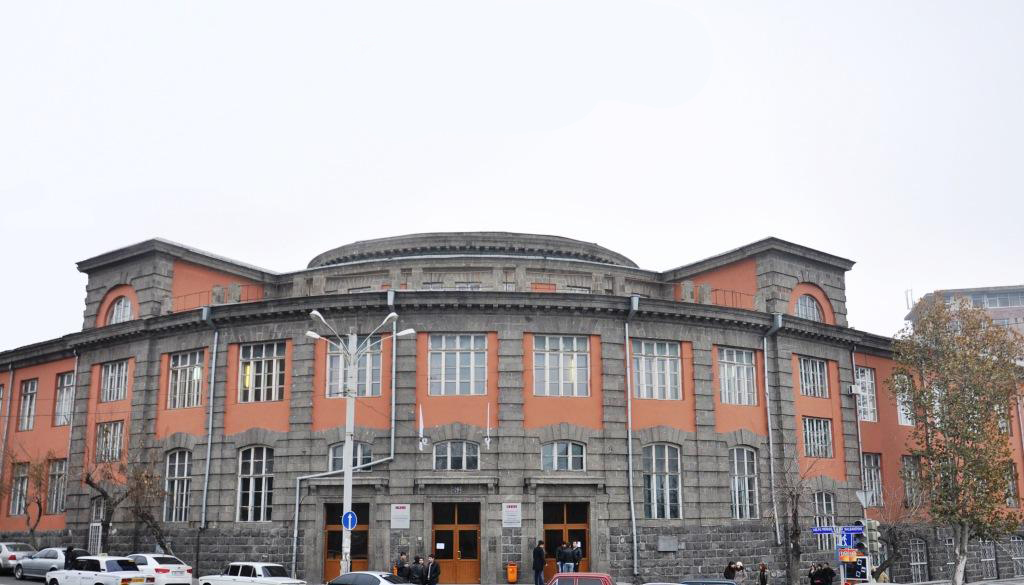
Das Universitätsgebäude (2012)

Die Armenische Staatliche Wirtschaftsuniversität (armenisch Հայաստանի պետական տնտեսագիտական համալսարան, kurz ՀՊՏՀ), (englisch Armenian State University of Economics, kurz ASUE) ist eine der größten Universitäten in Armenien.

## Geschichte
Die Wirtschaftsuniversität Jerewan wurde 1930 als Teil der Staatlichen Universität Jerewan  gegründet. Im Jahr 1975 wurde sie als Jerevan-Institut für Volkswirtschaft eine unabhängige Einrichtung. In den folgenden Jahrzehnten studierten und lehrten hier zahlreiche erfolgreiche armenische Ökonomen. Nachdem das Institut 1999 erneut umbenannt worden war erhob man es 2006 endgültig zur Universität. Sie hat derzeit sechs Fakultäten, 31 Abteilungen und zwei Filialen (in Gjumri und Jeghegnadsor). Seit ihrer Gründung hatte die Wirtschaftsuniversität Erewan über 30.000 Absolventen.
Die historischen Bezeichnungen der Universität:
1930 – Kooperativ Wirtschaftsinstitut
1975 – Volkswirtschaftliches Institut
1999 – Staatliches Institut für Wirtschaft Jerewan
2006 – Staatliche Wirtschaftsuniversität Armenien.

## Fakultäten
- Management
- Internationale Wirtschaftsbeziehungen
- Finanzen
- Marketing
- Informatik und Statistik
- Buchhaltung und Audit

## Gliederung
- Wissenschaftliche Abteilung
- Außenbeziehungen
- Graduiertenschule
- Konsistente und zusätzliche Ausbildung
- Information Technology Center
- Verlag «Tntesaget» (üb. Ökonom)
- Wissenschaftliche Zeitschrift «Banber AGEU»
- die Bibliothek
- Ausbildungsabteilung
- Quality Assurance
- Abteilung von Karriere und Marketing
- Training und Organisationsabteilung
- Rechtsabteilung
- Buchhaltungs Abteilung
- HR-Abteilung
- Besondere Abteilung
- Abteilung für Information und Public Relations
- Sekretariat
- Ablage
- Filiale in Gjümri
- Filiale in Eghegnadsor
- Fakultäten
- die Katheder
- Abteilung von Gebäuden, Strukturen und technische Dienstleistungen
- Commercial Abteilung
- Lieferungsabteilung

## Bekannte Absolventen
- O. Abrahamjan (1958), Vorsitzender des National Assembly RA.
- P. Safarjan (arm. Պավել Սաֆարյան; 1958), armenischer Staatsmann.
- K. Tschmaritjan (arm. Կարեն Ճշմարիտյան, 1959), armenischer Staatsmann.
- T. Sargsjan (1960), Premierminister von Armenien ab April 2008 г.
- A. Pambukjan (1962), Parlamentsabgeordneter RA.
- T. Margarjan (1964), armenischer Diplomat.
- N. Eritsjan (arm. Ներսես Երիցյան, 1971), armenischen Politiker, RA Wirtschaftsminister (2008–2010).
- M. Микаельян, (arm. Մերուժան Միքայելյան, 197), armenischer Politiker und Staatsmann
- G. Beglarjan (1964) – Mitglied der National Assembly.
- A. Asatrjan (1972), Minister für Arbeit der RA National Assembly.
- G. Awscharjan (1972), armenischer Schriftsteller.
- L. Sargsjan (1977), armenischer Staatsmann.
- G. Aslanjan (1954), armenischer Staatsmann.
- G. Bagratjan (1958), armenischer Politiker, Doktor der Philosophie und Wirtschaftswissenschaften
- R. Hajrapetjan (1963), armenischer Staatsmann; Vorsitzender des Football Federation of Armenia.